# Addin Fonua-Blake

a Compétitions nationales et continentales officielles uniquement.

b Matchs officiels uniquement.
Addin Fonua-Blake, né le 6 novembre 1995 à Meadowbank (Australie), est un joueur international néo-zélandais et international tongien de rugby à XIII évoluant au poste de pilier dans les années 2010 et 2020.
Natif d'Australie, Addin Fonua-Blake pratique toute son enfance le rugby à XIII à travers les clubs de Mascot Jets, South Sydney Rabbitohs et St. George Illawarra Dragons. Coupable à vingt ans de violence sur sa compagne, il est exclu de ce dernier club. Il rejoint alors les Manly-Warringah Sea Eagles avec lesquels il dispute la National Rugby League (« NRL ») de 2016 à 2020. En 2021, il signe pour les New Zealand Warriors avec lesquels il prend part à une finale préliminaire de NRL en 2023 et y est désigné meilleur pilier de la NRL en 2023 et 2024.
Pilier référence en NRL, il compte également une sélection avec l'équipe de Nouvelle-Zélande en 2017, puis opte pour les Tonga et compte treize sélections avec l'équipe des Tonga à partir de 2017. 

## Palmarès
- Individuel : 
  - Élu meilleur pilier de la National Rugby League : 2023 et 2024 (New Zealand).

### Statistiques
| Saison | Saison               | Championnat           | Championnat  | Championnat | Championnat | Championnat | Championnat | Championnat | Sélection | Sélection | Sélection | Sélection | Sélection | Sélection | Sélection |
| Saison | Saison               | Comp.                 | Class.       | M           | Pts         | Ess.        | Buts        | Dp.         | Comp.     | M         | Pts       | Ess.      | Buts      | Dp.       |           |
| ------ | -------------------- | --------------------- | ------------ | ----------- | ----------- | ----------- | ----------- | ----------- | --------- | --------- | --------- | --------- | --------- | --------- | --------- |
| 2016   | Manly-Warringah      | National Rugby League | 13e          | 14          | 8           | 2           | -           | -           |           |           |           |           |           |           |           |
| 2017   | Manly-Warringah      | National Rugby League | 1er tour     | 22          | -           | -           | -           | -           | CM        | 2         | -         | -         | -         | -         |           |
| 2018   | Manly-Warringah      | National Rugby League | 15e          | 24          | 12          | 3           | -           | -           |           | 2         | -         | -         | -         | -         |           |
| 2019   | Manly-Warringah      | National Rugby League | 2e tour      | 22          | 20          | 5           | -           | -           | CO        | 3         | -         | -         | -         | -         |           |
| 2020   | Manly-Warringah      | National Rugby League | 13e          | 15          | 12          | 3           | -           | -           |           |           |           |           |           |           |           |
| 2021   | New Zealand Warriors | National Rugby League | 12e          | 15          | 4           | 1           | -           | -           |           |           |           |           |           |           |           |
| 2022   | New Zealand Warriors | National Rugby League | 15e          | 21          | 4           | 1           | -           | -           | CM        | 5         | -         | -         | -         | -         |           |
| 2023   | New Zealand Warriors | National Rugby League | finale prél. | 26          | 36          | 9           | -           | -           |           | 2         | -         | -         | -         | -         |           |
| 2024   | New Zealand Warriors | National Rugby League | 13e          | 23          | 32          | 8           | -           | -           |           |           |           |           |           |           |           |
| 2025   | Cronulla-Sutherland  | National Rugby League |              | 5           | 4           | 1           | -           | -           |           |           |           |           |           |           |           |